# Port lotniczy Billund
Port lotniczy Billund (duń. Billund Lufthavn) – port lotniczy w Danii, otwarty 1 listopada 1964, zlokalizowany w gminie Billund (a do 31 grudnia 2006 na obszarze zlikwidowanej gminy Give), 2 km na północny wschód od miasta Billund. W bezpośrednim sąsiedztwie lotniska usytuowany jest park rozrywki Legoland Billund, na potrzeby obsługi którego lotnisko to zostało wybudowane. Po porcie lotniczym Kopenhaga-Kastrup jest drugim pod względem liczby obsłużonych pasażerów lotniskiem w Danii.

## Kierunki lotów i linie lotnicze
| Linia lotnicza                | Kierunek |
| ----------------------------- | --- |
| Air France                    | 1. Paryż-Charles de Gaulle |
| Air Greenland                 | Sezonowo: 1. Kangerlussuaq |
| Air Baltic                    | 1. Ryga Sezonowo: 1. Gran Canaria 2. Tallinn |
| Air Dolomiti                  | Sezonowo: 1. Monachium (od 27 października 2024) |
| Atlantic Airways              | 1. / Vágar Sezonowe czartery: 1. Janina |
| Austrian Airlines             | Sezonowo: 1. Wiedeń |
| British Airways               | 1. Göteborg 2. Londyn-City 3. Londyn-Heathrow 4. Manchester |
| Brussels Airlines             | Sezonowo: 1. Bruksela |
| Corendon Airlines             | Sezonowo: 1. Gazipaşa 2. Rodos |
| DAT                           | Sezonowo: 1. Bornholm |
| European Air Charter          | Sezonowe czartery: 1. Burgas |
| Finnair                       | Sezonowo: 1. Helsinki |
| Icelandair                    | Sezonowo: 1. Reykjavík-Keflavík |
| KLM                           | 1. Amsterdam |
| LOT Polish Airlines           | 1. Warszawa-Chopin |
| Lufthansa                     | 1. Frankfurt 2. Monachium |
| Norwegian Air Shuttle         | 1. Oslo-Gardermoen Sezonowo: 1. Bergen |
| Pegasus Airlines              | Sezonowo: 1. Antalya |
| Play                          | Sezonowo: 1. Reykjavík-Keflavík |
| Ryanair                       | 1. Alicante 2. Barcelona 3. Mediolan-Bergamo 4. Birmingham 5. Budapeszt 6. Bruksela-Charleroi 7. Dublin 8. Edynburg 9. Gdańsk 10. Kraków 11. Londyn-Stansted 12. Malaga 13. Malta 14. Manchester 15. Poznań 16. Wenecja-Treviso 17. Wiedeń 18. Wilno 19. Wrocław Sezonowo: 1. Alghero 2. Bari 3. Berlin 4. Bolonia 5. Ibiza 6. Madryt 7. Palma de Mallorca 8. Piza 9. Porto 10. Trapani 11. Turyn 12. Walencja |
| SAS                           | 1. Oslo-Gardermoen 2. Sztokholm-Arlanda Sezonowe czartery: 1. Gran Canaria |
| Sunclass Airlines             | Sezonowe czartery: 1. Antalya 2. Chania 3. Gran Canaria 4. Heraklion 5. Larnaka 6. Palma de Mallorca 7. Rodos 8. Teneryfa-Południe |
| SunExpress                    | Sezonowo: 1. Antalya |
| Swiss International Air Lines | Sezonowo: 1. Zurych |
| Turkish Airlines              | 1. Stambuł Sezonowo: 1. Gazipaşa |
| Vueling Airlines              | 1. Barcelona Sezonowo: 1. Malaga 2. Palma de Mallorca 3. Paryż-Orly |
| Widerøe                       | 1. Bergen |
| Wizz Air                      | 1. Bukareszt 2. Jassy 3. Tuzla |